# Lícní kost

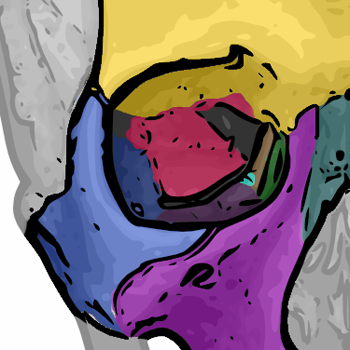
Kost lícní je na obrázku znázorněna modře

Lícní kost (latinsky: os zygomaticum) je jednou z kostí lebky, jedná se o párovou kost, která je na lebce zastoupena u levého i pravého očního důlku.
Na kosti rozeznáváme střední část - tělo corpus, a tři výběžky:
- Processus frontalis
- Processus maxillaris
- Processus temporalis